# D-braan

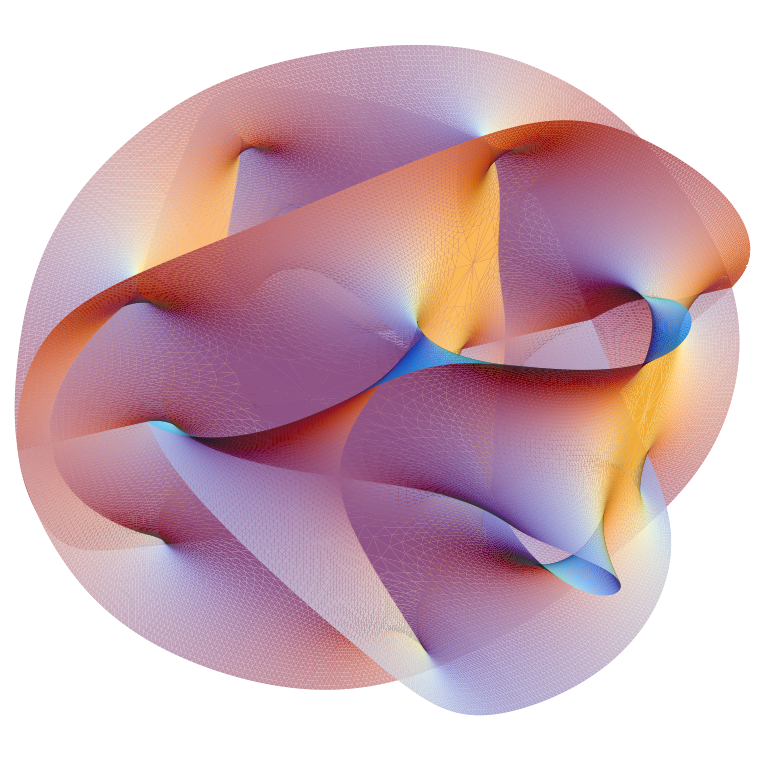
Voorstelling

Een D-braan is een begrip uit de theoretische natuurkunde, meer bepaald snaartheorie. Het zijn ruimtelijk uitgestrekte objecten, met een welbepaald aantal ruimtelijke dimensies. Als het aantal dimensies p is, spreekt men ook wel van een Dp-braan. Zo is bijvoorbeeld een D2-braan een 2 dimensionaal object. Dat is dus een oppervlak, dat beweegt door de ruimte. Een belangrijke eigenschap van D-branen is het feit dat open snaren erop kunnen eindigen. D-branen werden bekend toen de theoretisch natuurkundige Joe Polchinski aantoonde dat deze objecten nauw verwant (eigenlijk identiek) zijn aan P-branen, objecten die al veel eerder bekend en bestudeerd waren.

## Verdere informatie
Oorspronkelijk werd snaartheorie geformuleerd als een theorie van 1-dimensionale objecten: kleine trillende snaartjes. Deze snaartjes zouden zo klein zijn, dat ze voor waarnemers zoals wij gewoon op puntdeeltjes zouden lijken. Midden jaren 90 werd het duidelijk dat deze theorie uitgebreid kon- en eigenlijk ook moest- worden, door objecten toe te voegen met hogere dimensie: D-branen. Formeel zijn deze niet-perturbatieve toestanden van de theorie. Dat wil zeggen dat ze, ondanks het feit dat ze niet opduiken in de perturbatieve theorie, geïncorporeerd dienen te worden voor een consistent geheel.
D-branen maken snaartheorie niet alleen eleganter (aangezien het eigenlijk natuurlijk is om objecten van verschillende dimensies toe te laten, niet alleen 1-dimensionale snaren), maar ook rijker. Veel van de pogingen om snaartheorie te verzoenen met de werkelijkheid, en te verklaren hoe snaartheorie de achterliggende beschrijving is van de fysica die we zien, doen beroep op D-branen. 
Deze zaken hebben ertoe aanleiding gegeven dat D-branen sinds hun ontdekking tot op heden een actief- en vruchtbaar onderwerp van onderzoek zijn binnen de theoretische natuurkunde.